# Rafał Dobrowolski
Rafał Dobrowolski (ur. 27 grudnia 1983 w Kielcach) – polski łucznik, olimpijczyk z Pekinu oraz Londynu, halowy wicemistrz świata. Zawodnik klubu Stella Kielce.

## Kariera
Podczas Igrzysk Olimpijskich 2008 doszedł do 1/8 finału eliminując po drodze Myo Aung Nay z Mjanmy i Ołeksandra Serdiuka z Ukrainy. Nie dał rady Koreańczykowi Park Kyung-mo przegrywając 105:113 zajmując ostatecznie 14. miejsce.
Startując drużynowo awansował do ćwierćfinału, pokonując Australię oraz przegrywając z Koreą Południową 222:224. Polacy ostatecznie zajęli drużynowo 5. miejsce.
W czasie Igrzysk Olimpijskich w Londynie zajął najlepsze w historii indywidualnych występów Polaków  miejsce – 9, eliminując w kolejnych fazach 1/32 Brazylijczyka Daniela Xaviera Rezende 7:3 i reprezentanta Indii Rahul Banerjee 7:3. W pojedynku o wejście do najlepszej ósemki uległ późniejszemu Mistrzowi Olimpijskiemu Jin Hyek Oh z Korei 0:6
Największy sukces odniósł w marcu 2009 roku podczas halowych mistrzostw świata w Rzeszowie zdobywając srebrny medal. W finale Polak przegrał po dwóch barażach z Bułgarem Jaworem Christowem 116:116 (10:10, 9:10).
Brązowy medalista mistrzostw Europy we Francji - Vittel 2008.
Indywidualny Mistrz Polski na torach otwartych: 2002 - Poznań, 2008 - Zgierz
Indywidualny Mistrz Polski w hali: 2014 - Zamość, 2013 - Milówka, 2010 - Zamość, 2009 - Rzeszów, 2002 - Kraków.
W 2013 roku klubowa drużyna Stelli Kielce w składzie: Maciej Fałdziński, Mateusz Bucki, Rafał Dobrowolski zwyciężyła w Klubowych Mistrzostwach Europy rozgrywanych w miejscowości Kamnik - Słowenia.
Podjął pracę w Fabryce Kotłów Sefako w Sędziszowie.